# Reichsstraße 113
Die Reichsstraße 113 (R 113) war bis zum Jahre 1945 eine Staatsstraße des Deutschen Reiches, die von Pommern nahe Stettin durch Ostbrandenburg bis zum schlesischen Grünberg führte. Ihre Gesamtlänge betrug 225 Kilometer.
Der ehemalige Straßenverlauf verbindet heute Deutschland und Polen, geht über die deutsche Bundesstraße 113 bzw. die polnischen Landes- und Woiwodschaftsstraßen DW 120, DK 31, DW 121, DK 26, DW 128 und DK 3 = Europastraße 65. Die Straße durchzieht dabei die deutschen Bundesländer Mecklenburg-Vorpommern und Brandenburg sowie die polnischen Woiwodschaften Westpommern und Lebus.